# Les Quatre Grandes Chroniques

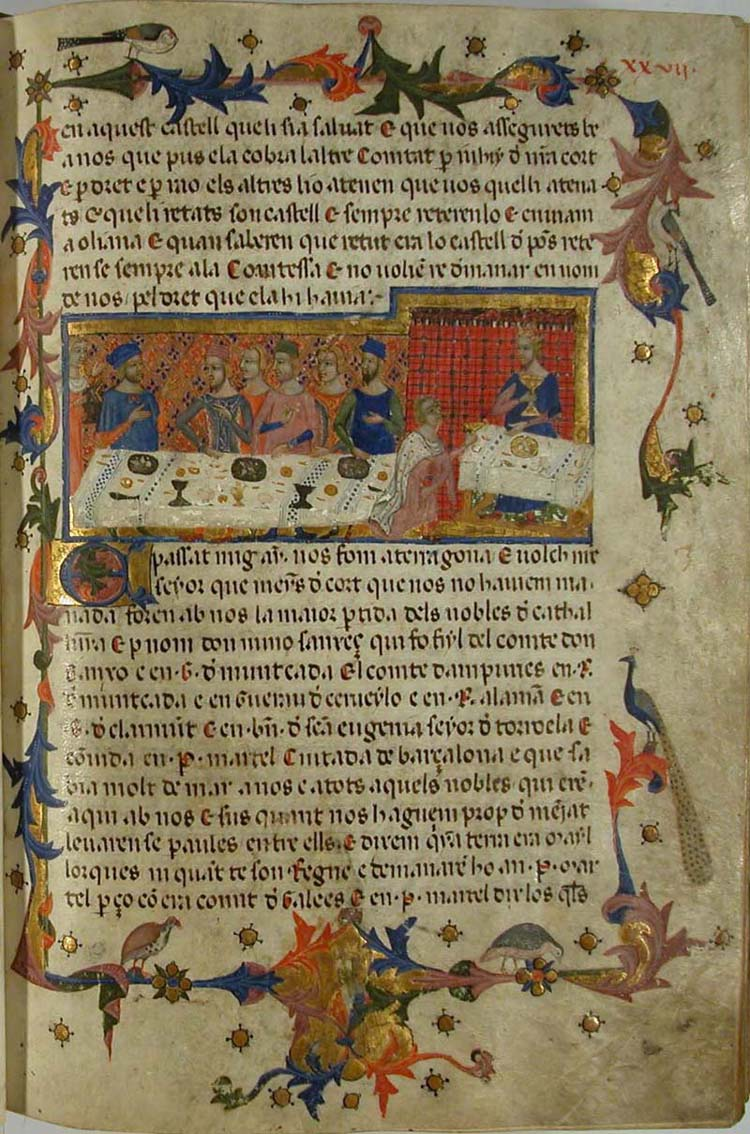
Llibre dels fets

Les Quatre Grandes Chroniques ont été écrites en Catalogne à la fin du XIIIe siècle et durant le XIVe siècle. Il s'agit des chroniques de Jacques Ier, Bernat Desclot, Ramon Muntaner et Pierre le Cérémonieux, toutes les quatre écrites en catalan.

## Présentation
Leur but commun était de laisser un témoignage des faits dont elles voulaient tirer une valeur didactique. 
Les quatre grandes chroniques forment l'un des meilleurs ensembles historiographiques de l’Europe médiévale. 
Les chroniques de Jacques Ier et Pierre le Cérémonieux sont, d'autre part, les uniques autobiographies de monarques médiévaux.
Une caractéristique de ces chroniques est que leurs auteurs ont vécu directement beaucoup des faits qu'ils racontent. Sont également caractéristiques le ton héroïque et le sentiment patriotique.
Les quatre grandes chroniques sont :
- La Chronique de Jacques Ier le Conquérant ou Llibre dels fets (Livre des faits).
- La Chronique de Bernat Desclot ou Llibre del rei en Pere e dels seus antecessors passats (Livre du roi Pierre et de ses prédécesseurs passés).
- La Chronique de Ramon Muntaner. Cette Chronique narre les évènements qu'il a connu durant le règne de cinq rois (de Jacques Ier à Alphonse le débonnaire) et a pour but de laisser le souvenir des services qu'il a prêté à la couronne et d'exalter la grandeur de la nation catalane et de ses rois. En plus, c'est un témoignage très précieux sur l'expédition des Almogavres. Elle est la chronique qui a le plus de qualités littéraires; elle a été écrite pour être écoutée et non lue. Elle contient de nombreuses hyperboles, toujours pour exalter la patrie et ses gens.
- La Chronique de Pierre le Cérémonieux. Rédigée à l'initiative de Pierre IV, mais non écrite par lui, elle expose quelques-uns des faits importants de son règne. Les objectifs principaux qu'elle voulait atteindre, étaient d'affermir la monarchie et lui donner du prestige, ainsi que de justifier les actions qu'il a mené en tant que roi. Bien que la Chronique a été écrite par les secrétaires de la Chancellerie, on y remarque l'intervention du monarque, principalement quand il explique ses souvenirs, ses aspirations, ses sentiments et ses réflexions.